# Championnat de France féminin de handball 2012-2013
Navigation
Division 1F 2011-2012 Division 1F 2013-2014
Le championnat de France féminin de handball 2012-2013 est la soixantième-et-unième édition de cette compétition.
Il s'agit du plus haut niveau du championnat de France de ce sport. Dix clubs participent à cette édition de la compétition. Le tenant du titre, le club de Arvor HB, n'a pas défendu son titre puisque le club a été rétrogradé à la suite de problèmes financiers.
Le Metz Handball remporte son dix-huitième titre de champion de France en battant en finale d'un but le CJF Fleury Loiret Handball. En bas du classement le Cercle Dijon Bourgogne est relégué après 15 saisons en Division 1.

## Les clubs participants
| \| Issy Metz Toulon Mios Le Havre Nîmes Fleury Dijon Besançon Nice \| Localisation des clubs engagés dans le championnat. En rouge, le champion. |
| Issy Metz Toulon Mios Le Havre Nîmes Fleury Dijon Besançon Nice                                                                                  |

- Tournoi wild-card de la Ligue des champions 2012-2013
- Qualifié pour la Coupe des vainqueurs de coupe 2012-2013
- Qualifié pour la Coupe de l'EHF 2012-2013
- Qualifié pour la Coupe Challenge 2012-2013
- Promu de deuxième division

| Club                   | 2011-2012 | Entraîneur          | Entraîneur | Salles                                                 | Capacité  |
| ---------------------- | --------- | ------------------- | ---------- | ------------------------------------------------------ | --------- |
| Issy Paris Hand        | 2e        | Arnaud Gandais      |            | Salle Robert Charpentier Stade Pierre-de-Coubertin     | 1500 4016 |
| Metz Handball          | 3e        | Sandor Rac          |            | Palais omnisports Les Arènes                           | 5000      |
| Toulon St-Cyr HB       | 4e        | Thierry Vincent     |            | Gymnase de Vert Coteau Palais des sports Jauréguiberry | 600 4350  |
| Mios-Biganos Handball  | 5e        | Emmanuel Mayonnade  |            | Salle de la Verrerie                                   | 400       |
| Le Havre AC Handball   | 6e        | Aurélien Duraffourg |            | Docks Océane                                           | 3600      |
| HBC Nîmes              | 7e        | Christophe Chagnard |            | Le Parnasse                                            | 4 191     |
| CJF Fleury-les-Aubrais | 8e        | Frédéric Bougeant   |            | Salle Albert Auger Palais des sports d'Orléans         | 700 2500  |
| Cercle Dijon Bourgogne | 9e        | Christophe Maréchal |            | Palais des sports Jean-Michel-Geoffroy                 | 4000      |
| ES Besançon            | 10e       | Florence Sauval     |            | Palais des sports de Besançon                          | 3380      |
| OGC Nice Handball      | 1er D2    | Sébastien Gardillou |            | Halle des sports Charles-Ehrmann                       | 1500      |

## Compétition

### Saison régulière
Au terme des 18 rencontres aller-retours, les deux premiers se verront directement qualifiés pour les demi-finales, alors que les quatre équipes suivantes disputeront des « quarts de finale », la 3e face à la 6e et la 4e contre la 5e. Suivent les demi-finales et la finale, le vainqueur de cette dernière étant honoré du titre de champion de France féminin de handball. Toutes les rencontres se disputeront par matchs aller-retours.
Le vainqueur obtient une place en Ligue des Champions tandis que le dernier club est relégué en Division 2.

#### Classement
|    | Équipe                 | Pts | J  | G  | N | P  | Bp  | Bc  | Diff |
| -- | ---------------------- | --- | -- | -- | - | -- | --- | --- | ---- |
| 1  | Metz Handball C        | 51  | 18 | 16 | 1 | 1  | 549 | 418 | 131  |
| 2  | CJF Fleury-les-Aubrais | 45  | 18 | 13 | 1 | 4  | 487 | 425 | 62   |
| 3  | HBC Nîmes              | 42  | 18 | 12 | 0 | 6  | 462 | 474 | -12  |
| 4  | Le Havre AC Handball   | 37  | 18 | 9  | 1 | 8  | 455 | 443 | 12   |
| 5  | Issy Paris Hand L      | 36  | 18 | 9  | 0 | 9  | 441 | 417 | 24   |
| 6  | Mios-Biganos Handball  | 34  | 18 | 7  | 2 | 9  | 500 | 522 | -22  |
| 7  | Toulon St-Cyr HB       | 31  | 18 | 5  | 3 | 10 | 427 | 479 | -52  |
| 8  | ES Besançon            | 29  | 18 | 5  | 1 | 12 | 469 | 483 | -14  |
| 9  | OGC Nice Handball P    | 28  | 18 | 5  | 0 | 13 | 427 | 486 | -59  |
| 10 | Cercle Dijon Bourgogne | 27  | 18 | 3  | 3 | 12 | 401 | 471 | -70  |

- Qualification directe pour les demi-finales
- Qualification en playoffs
- Playdowns
- P : Promu 2012
- L : Vainqueur de la Coupe de la Ligue
- C : Vainqueur de la Coupe de France

#### Résultats
| Résultats (dom.\ext.)                                      | BES   | DIJ   | FLE   | HAV   | ISS   | MET   | MIO   | NIC   | NÎM   | TOU   |
| ES Besançon                                                |       | 22-23 | 22-24 | 27-36 | 29-35 | 24-28 | 27-28 | 35-24 | 29-22 | 30-22 |
| Cercle Dijon Bourgogne                                     | 27-27 |       | 18-27 | 23-23 | 23-22 | 25-34 | 25-35 | 21-23 | 17-22 | 24-26 |
| CJF Fleury-les-Aubrais                                     | 27-24 | 18-18 |       | 25-23 | 23-19 | 26-28 | 27-26 | 32-25 | 29-19 | 30-23 |
| Le Havre AC Handball                                       | 30-27 | 24-24 | 27-28 |       | 20-26 | 22-20 | 27-29 | 29-25 | 25-33 | 20-17 |
| Issy Paris Hand                                            | 22-21 | 23-18 | 32-26 | 18-19 |       | 19-28 | 26-24 | 26-20 | 26-15 | 33-23 |
| Metz Handball                                              | 30-18 | 34-19 | 27-26 | 30-22 | 28-24 |       | 42-28 | 30-25 | 44-27 | 31-25 |
| Mios-Biganos Handball                                      | 34-30 | 30-28 | 22-30 | 29-27 | 28-25 | 24-27 |       | 25-30 | 29-33 | 30-30 |
| OGC Nice Handball                                          | 20-23 | 28-22 | 22-33 | 19-21 | 22-21 | 25-34 | 24-22 |       | 23-24 | 24-27 |
| HBC Nîmes                                                  | 29-25 | 26-22 | 25-23 | 24-30 | 26-21 | 19-34 | 36-29 | 31-27 |       | 28-19 |
| Toulon St-Cyr HB                                           | 22-27 | 27-23 | 24-33 | 18-30 | 24-23 | 20-20 | 28-28 | 30-20 | 22-23 |       |
| - Victoire à domicile - Match nul - Victoire à l'extérieur |       |       |       |       |       |       |       |       |       |       |

#### Évolution du classement
| Club                   | 1  | 2  | 3  | 4  | 5  | 6  | 7  | 8  | 9  | 10 | 11 | 12 | 13 | 14 | 15 | 16 | 17 | 18 |
| ---------------------- | -- | -- | -- | -- | -- | -- | -- | -- | -- | -- | -- | -- | -- | -- | -- | -- | -- | -- |
| ES Besançon            | 7  | 4  | 6  | 8  | 9  | 6  | 7  | 8  | 8  | 8  | 8  | 8  | 8  | 9  | 8  | 9  | 9  | 8  |
| Cercle Dijon Bourgogne | 5  | 8  | 9  | 7  | 8  | 8  | 8  | 9  | 10 | 9  | 9  | 9  | 9  | 8  | 9  | 8  | 8  | 10 |
| CJF Fleury-les-Aubrais | 2  | 1  | 2  | 1  | 1  | 1  | 1  | 2  | 2  | 2  | 2  | 2  | 2  | 2  | 2  | 2  | 2  | 2  |
| Le Havre AC Handball   | 6  | 9  | 5  | 4  | 3  | 3  | 4  | 3  | 3  | 3  | 3  | 4  | 4  | 4  | 4  | 4  | 4  | 4  |
| Issy Paris Hand        | 8  | 5  | 3  | 5  | 5  | 5  | 5  | 4  | 4  | 6  | 6  | 7  | 6  | 6  | 5  | 6  | 6  | 5  |
| Metz Handball          | 3  | 2  | 1  | 2  | 2  | 2  | 2  | 1  | 1  | 1  | 1  | 1  | 1  | 1  | 1  | 1  | 1  | 1  |
| Mios-Biganos Handball  | 4  | 7  | 4  | 3  | 4  | 4  | 3  | 5  | 6  | 5  | 5  | 5  | 5  | 5  | 6  | 5  | 5  | 6  |
| OGC Nice Handball      | 9  | 10 | 10 | 10 | 10 | 10 | 10 | 10 | 9  | 9  | 10 | 10 | 10 | 10 | 10 | 10 | 10 | 9  |
| HBC Nîmes              | 10 | 6  | 8  | 6  | 6  | 7  | 6  | 6  | 5  | 4  | 4  | 3  | 3  | 3  | 3  | 3  | 3  | 3  |
| Toulon St-Cyr HB       | 1  | 3  | 7  | 9  | 7  | 9  | 9  | 7  | 7  | 7  | 7  | 6  | 7  | 7  | 7  | 7  | 7  | 7  |

### Phase finale

#### Playoffs
Le vainqueur est déclaré Champion de France et obtient une place en Ligue des champions.
|  | Quarts de finale | Quarts de finale           | Quarts de finale  | Quarts de finale           |                               |                               | Demi-finales                  | Demi-finales                  | Demi-finales        | Demi-finales        |              |                 | Finale       | Finale       | Finale       | Finale       |
|  |                  |                            |                   |                            |                               |                               |                               |                               |                     |                     |              |                 |              |              |              |              |
|  |                  |                            |                   |                            |                               |                               | 26 avril et 1er mai           | 26 avril et 1er mai           | 26 avril et 1er mai | 26 avril et 1er mai |              |                 | 15 et 19 mai | 15 et 19 mai | 15 et 19 mai | 15 et 19 mai |
|  |                  |                            |                   |                            |                               |                               | 26 avril et 1er mai           | 26 avril et 1er mai           | 26 avril et 1er mai | 26 avril et 1er mai |              |                 | 15 et 19 mai | 15 et 19 mai | 15 et 19 mai | 15 et 19 mai |
|  |                  |                            |                   |                            |                               |                               | 26 avril et 1er mai           | 26 avril et 1er mai           | 26 avril et 1er mai | 26 avril et 1er mai |              |                 | 15 et 19 mai | 15 et 19 mai | 15 et 19 mai | 15 et 19 mai |
|  |                  |                            |                   |                            |                               |                               | 26 avril et 1er mai           | 26 avril et 1er mai           | 26 avril et 1er mai | 26 avril et 1er mai |              |                 | 15 et 19 mai | 15 et 19 mai | 15 et 19 mai | 15 et 19 mai |
|  |                  |                            |                   |                            |                               |                               | 26 avril et 1er mai           | 26 avril et 1er mai           | 26 avril et 1er mai | 26 avril et 1er mai |              |                 | 15 et 19 mai | 15 et 19 mai | 15 et 19 mai | 15 et 19 mai |
|  | 1er              | Metz Handball              | 22                | 25                         |                               |                               |                               |                               |                     |                     |              |                 | 15 et 19 mai | 15 et 19 mai | 15 et 19 mai | 15 et 19 mai |
|  | 1er              | Metz Handball              | 22                | 25                         | 2 et 17 avril                 |                               |                               |                               |                     |                     |              |                 | 15 et 19 mai | 15 et 19 mai | 15 et 19 mai | 15 et 19 mai |
|  |                  |                            | 5e                | Issy Paris Hand            | 24                            | 15                            |                               |                               |                     |                     |              |                 | 15 et 19 mai | 15 et 19 mai | 15 et 19 mai | 15 et 19 mai |
|  | 5e               | Issy Paris Hand            | 5e                | Issy Paris Hand            | 24                            | 15                            | 24                            | 26                            |                     |                     |              |                 | 15 et 19 mai | 15 et 19 mai | 15 et 19 mai | 15 et 19 mai |
|  | 5e               | Issy Paris Hand            | 27 avril et 5 mai |                            |                               |                               | 24                            | 26                            |                     |                     |              |                 | 15 et 19 mai | 15 et 19 mai | 15 et 19 mai | 15 et 19 mai |
|  | 4e               | Le Havre                   | 23                | 22                         |                               |                               |                               |                               |                     |                     |              |                 | 15 et 19 mai | 15 et 19 mai | 15 et 19 mai | 15 et 19 mai |
|  | 4e               | Le Havre                   | 23                | 22                         | 1er                           | Metz Handball                 | 22                            | 27                            |                     |                     |              |                 |              |              |              |              |
|  |                  |                            |                   |                            | 1er                           | Metz Handball                 | 22                            | 27                            |                     |                     |              |                 |              |              |              |              |
|  |                  |                            | 2e                | CJF Fleury Loiret Handball | 27                            | 21                            |                               |                               |                     |                     |              |                 |              |              |              |              |
|  |                  |                            |                   |                            | 27                            | 21                            |                               |                               |                     |                     |              |                 |              |              |              |              |
|  |                  |                            |                   |                            |                               |                               |                               |                               |                     |                     |              |                 |              |              |              |              |
|  |                  |                            |                   |                            |                               |                               |                               |                               |                     |                     |              |                 |              |              |              |              |
|  | 2e               | CJF Fleury Loiret Handball | 25                | 24                         | Match pour la troisième place | Match pour la troisième place | Match pour la troisième place | Match pour la troisième place |                     |                     |              |                 |              |              |              |              |
|  | 2e               | CJF Fleury Loiret Handball | 25                | 24                         | Match pour la troisième place | Match pour la troisième place | Match pour la troisième place | Match pour la troisième place | 6 et 13 avril       |                     |              |                 |              |              |              |              |
|  |                  |                            | 6e                | Mios-Biganos               | 25                            | 18                            |                               |                               | 15 et 19 mai        | 15 et 19 mai        | 15 et 19 mai | 15 et 19 mai    |              |              |              |              |
|  | 6e               | Mios-Biganos               | 6e                | Mios-Biganos               | 25                            | 18                            | 30                            | 32                            | 15 et 19 mai        | 15 et 19 mai        | 15 et 19 mai | 15 et 19 mai    |              |              |              |              |
|  | 6e               | Mios-Biganos               |                   |                            |                               |                               |                               | 32                            |                     |                     | 5e           | Issy Paris Hand | 22           | 19           |              |              |
|  | 3e               | HBC Nîmes                  | 27                | 29                         |                               |                               |                               |                               |                     |                     | 5e           | Issy Paris Hand | 22           | 19           |              |              |
|  | 3e               | HBC Nîmes                  | 27                | 29                         | 6e                            | Mios-Biganos                  | 20                            | 20                            |                     |                     |              |                 |              |              |              |              |
|  |                  |                            |                   |                            |                               |                               |                               |                               |                     |                     |              |                 |              |              |              |              |

#### Match pour la cinquième place
Match aller
| 28 avril 2013 17 h 00 | Le Havre AC HB           | 25 - 29   | HBC Nîmes   | Docks Océane au Havre Arbitrage : Jean-François Bourgeois et Patrick Denis |
| 28 avril 2013 17 h 00 | Kresoja et Stoiljković 6 | (11 - 17) | Nze Minko 8 | Docks Océane au Havre Arbitrage : Jean-François Bourgeois et Patrick Denis |
| 28 avril 2013 17 h 00 | ×3                       | Rapport   | ×5 ×2       | Docks Océane au Havre Arbitrage : Jean-François Bourgeois et Patrick Denis |

Match retour
| 4 mai 2013 20 h 30 | HBC Nîmes                       | 21 - 23   | Le Havre AC HB          | Le Parnasse à Nîmes Arbitrage : Jean-Pierre Moreno et Michel Serrano |
| 4 mai 2013 20 h 30 | Bulleux, Jeriček et Nze Minko 4 | (13 - 13) | Landre et Stoiljković 6 | Le Parnasse à Nîmes Arbitrage : Jean-Pierre Moreno et Michel Serrano |
| 4 mai 2013 20 h 30 | ×3                              | Rapport   | ×3 ×4                   | Le Parnasse à Nîmes Arbitrage : Jean-Pierre Moreno et Michel Serrano |

Le HBC Nîmes termine à la cinquième place devant Le Havre AC Handball.

#### Playdowns
L'équipe classée dernière à l'issue des playdowns est reléguée en Division 2.
Classement
|   | Équipe                 | Pts | J | G | N | P | Bp  | Bc  | Diff |
| - | ---------------------- | --- | - | - | - | - | --- | --- | ---- |
| 1 | OGC Nice Handball      | 18  | 6 | 5 | 0 | 1 | 166 | 162 | 4    |
| 2 | Toulon St-Cyr HB       | 14  | 6 | 2 | 0 | 4 | 150 | 154 | -4   |
| 3 | ES Besançon            | 13  | 6 | 2 | 0 | 4 | 147 | 158 | -11  |
| 4 | Cercle Dijon Bourgogne | 12  | 6 | 3 | 0 | 3 | 148 | 137 | 11   |

Résultats
| Résultats (dom.\ext.)                                      | BES   | DIJ   | NIC   | TOU   |
| ES Besançon                                                |       | 26-29 | 38-23 | 31-28 |
| Cercle Dijon Bourgogne                                     | 27-13 |       | 26-27 | 21-20 |
| OGC Nice Handball                                          | 27-20 | 26-25 |       | 36-29 |
| Toulon St-Cyr HB                                           | 24-19 | 25-20 | 23-28 |       |
| - Victoire à domicile - Match nul - Victoire à l'extérieur |       |       |       |       |

## Classement final
| Rang | Équipe                     |
| ---- | -------------------------- |
| 1er  | Metz Handball              |
| 2e   | CJF Fleury Loiret Handball |
| 3e   | Issy Paris Hand            |
| 4e   | Mios-Biganos               |
| 5e   | HBC Nîmes                  |
| 6e   | Le Havre AC HB             |
| 7e   | OGC Nice Handball          |
| 8e   | Toulon St-Cyr HB           |
| 9e   | ES Besançon                |
| 10e  | Cercle Dijon Bourgogne     |

## Statistiques et récompenses

### Classement des buteurs
| Rang | Joueuse                  | Club              | Buts | Champ | Jet de 7m | Matchs | Ratio |
| ---- | ------------------------ | ----------------- | ---- | ----- | --------- | ------ | ----- |
| 1    | Paule Baudouin           | Metz Handball     | 125  | 56    | 69        | 18     | 6,94  |
| 2    | Iveta Luzumová           | Mios-Biganos      | 108  | 72    | 36        | 18     | 6,00  |
| 3    | Maïda Arslanagić         | OGC Nice          | 103  | 60    | 43        | 15     | 6,87  |
| 4    | Jovana Stoiljković       | Le Havre AC       | 94   | 71    | 23        | 15     | 6,27  |
| 5    | Jelena Popović           | ES Besançon       | 92   | 55    | 37        | 18     | 5,11  |
| 6    | Charlotte Mordal         | Issy Paris Hand   | 90   | 70    | 20        | 18     | 5,00  |
| 7    | Manon Houette            | CJF Fleury Loiret | 84   | 64    | 20        | 15     | 5,60  |
| 8    | Nina Jeriček             | HBC Nîmes         | 80   | 55    | 25        | 16     | 5,00  |
| 9    | Beatriz Fernández Ibáñez | CJF Fleury Loiret | 77   | 62    | 15        | 17     | 4,53  |
| 10   | Jasna Tošković           | Issy Paris Hand   | 74   | 67    | 7         | 18     | 4,11  |

Ce classement officiel ne tient pas compte des matchs en coupe de la Ligue, ni en coupe de France et ni en phase finale (playoffs/playdonws)

### Meilleures joueuses
À l'issue du championnat de France, les récompenses suivantes ont été décernées à la Nuit du handball 2013:
- Meilleure joueuse : Kristina Liščević (Metz Handball)

- Meilleure gardienne : Armelle Attingré (Issy Paris Hand)
- Meilleure ailière gauche : Paule Baudouin (Metz Handball)
- Meilleure arrière gauche : Jovana Stoiljković (Le Havre AC)
- Meilleure demi-centre : Kristina Liščević (Metz Handball)
- Meilleure pivot : Laurisa Landre (Le Havre AC)
- Meilleure arrière droite : Ana de Sousa (Le Havre AC)
- Meilleure ailière droite : Marta López Herrero (CJF Fleury Loiret)

- Meilleur entraîneur : Sandor Rac (Metz Handball)
- Meilleure espoir : Manon Houette (CJF Fleury Loiret)
- Meilleure défenseuse : Stéphanie Ntsama Akoa (Le Havre AC)

## Bilan de la saison
| Tableau d'honneur de la saison 2012-2013                            |                                  |
| Compétition                                                         | Vainqueur                        |
| Championnat de France                                               | Metz Handball                    |
| Coupe de France                                                     | Metz Handball                    |
| Coupe de la Ligue                                                   | Issy Paris Hand                  |
| Qualifications européennes 2013-2014                                |                                  |
| Compétition                                                         | Qualifiés                        |
| C1 : Ligue des champions                                            | Metz Handball                    |
| C1 : tournois de qualification de la LDC puis C2 : Coupe des coupes | CJF Fleury Loiret Handball       |
| C2 : Coupe des coupes                                               | Cercle Dijon Bourgogne           |
| C3 : Coupe de l'EHF                                                 | aucun                            |
| C4 : Coupe Challenge                                                | Issy Paris Hand Mios-Biganos     |
| Promotions et relégations                                           |                                  |
| Relégué en Division 2                                               | Cercle Dijon Bourgogne           |
| Promu de Division 2                                                 | Nantes Loire Atlantique Handball |